# Piotr Lisowski (hokeista)
Piotr Lisowski (ur. 1 stycznia 1973 w Brzozowie) – polski hokeista.

## Kariera
- Stal Sanok / STS Sanok / KH Sanok (lata 80.-2001)

Uprawianie hokeja na lodzie rozpoczynał jako uczeń Szkoły Podstawowej nr 7 w Sanoku. Absolwent Zespołu Szkół Mechanicznych w Sanoku z 1992 (zasadnicza szkoła zawodowa o specjalności mechanik pojazdów samochodowych). Został wychowankiem sekcji hokejowej Stali Sanok. Jego trenerem w drużynach młodzieżowych był Tadeusz Garb. W latach 80. rozpoczął występy w seniorskiej drużynie Stali Sanok w II lidze. W późniejszych latach grał w kontynuatorze Stali, Sanockim Towarzystwie Sportowym w II lidze, z którym wywalczył awans do I ligi. Zakończył karierę zawodniczą po sezonie 1994/1995 w związku z podjęciem pracy w fabryce Stomil Sanok.

## Osiągnięcia
Klubowe
- Awans do I ligi: 1992 z STS Sanok